# 行方郡 (茨城県)
- 令制国一覧 > 東海道 > 常陸国 > 行方郡
- 日本 > 関東地方 > 茨城県 > 行方郡

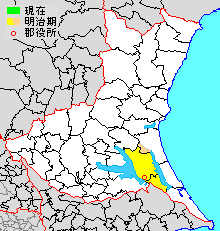
茨城県行方郡の範囲（薄黄：後に他郡に編入された区域）

行方郡（なめがたぐん）は、茨城県（常陸国）にあった郡。「鹿行（ろっこう）地域」の名の由来となった郡のひとつ。平成の大合併で消滅した。

## 古代
『常陸国風土記』によると、白雉4年（653年）に、茨城国造小乙下壬生連麿と那珂国造大建壬生直夫子らが惣領高向大夫の中臣幡織田大夫らに請いて、茨城の地の8里と那珂の地の7里を割き、700戸を合わせて別けて郡家を置いたとされる。

### 式内社
『延喜式』神名帳に記される郡内の式内社。
| 神名帳 | 神名帳 | 神名帳 | 神名帳 | 比定社 | 比定社 | 比定社 | 集成 |
| 社名   | 読み   | 格     | 付記   | 社名   | 所在地 | 備考   | 集成 |
| ------ | ------ | ------ | ------ | ------ | ------ | ------ | ---- |
| 行方郡 |        |        |        |        |        |        |      |
|        |        |        |        |        |        |        |      |

## 明治維新後

### 郡域
1878年（明治11年）に行政区画として発足した当時の郡域は、下記の区域にあたる。
- 潮来市、行方市の全域
- 鉾田市の一部（概ね巴川より南西）

### 近代以降の沿革
- 「旧高旧領取調帳」に記載されている明治初年時点での支配は以下の通り。●は村内に寺社領が、○は寺社除地[1]が存在。幕府領は小川達太郎支配所・大竹左馬太郎支配所が管轄。（81村）

| 知行         | 知行                                   | 村数 | 村名 |
| ------------ | -------------------------------------- | ---- | --- |
| 幕府領       | 幕府領（大竹）                         | 1村  | 行方村 |
| 幕府領       | 旗本領                                 | 17村 | 八木蒔村、粗毛村、荒宿村、根小屋村、青沼村、板嶺村、杉平村、新宮村、天掛村、籠田村、岡村、宇崎村、小牧村、四鹿村、小幡村、行戸村、半原村                                                      |
| 幕府領       | 幕府領（小川）・旗本領                 | 1村  | 山田村 |
| 藩領         | 常陸水戸藩                             | 22村 | ○玉造村、○若海村、○芹沢村、捻木村、谷島村、○浜村、○羽生村、○富田村、大洲村、辻村、●○上戸村、○牛堀村、○永山村、清水村、○茂木村、○堀之内村、赤須村、島崎村、●○延方村、○築地村、○矢幡村、○青柳村 |
| 藩領         | 常陸麻生藩                             | 19村 | ●井上村、●出沼村、手賀村、沖須村、麻生村、島並村、南村、橋門村、●小高村、井貝村、船子村、五町田村、藤井村、水原村、●○釜谷村、●○大生村、●○大賀村、石神村、北高岡村                             |
| 藩領         | 常陸府中藩                             | 7村  | 吉川村、繁昌村、中根村、南高岡村、高田村、串挽村、野友村 |
| 藩領         | 陸奥守山藩                             | 9村  | 両宿村、内宿村、○小貫村、○次木村、成田村、帆津倉村、金上村、穴瀬村、長野江村 |
| 幕府領・藩領 | 幕府領（小川）・水戸藩                 | 1村  | ●○潮来村 |
| 幕府領・藩領 | 幕府領（小川）・旗本領・麻生藩・守山藩 | 1村  | 於下村 |
| 幕府領・藩領 | 旗本領・府中藩                         | 2村  | 白浜村、○借宿村 |
| 幕府領・藩領 | 旗本領・守山藩                         | 1村  | 蔵川村 |

- 慶応4年7月2日（1868年8月19日） - 幕府領・旗本領が安房上総知県事の管轄となる。
- 明治2年
  - 2月9日（1869年3月21日） - 安房上総知県事の管轄地域が宮谷県の管轄となる。
  - 6月22日（1869年7月30日） - 常陸府中藩が任知藩事にともない改称して常陸石岡藩となる。
- 明治3年12月24日（1871年2月13日） - 陸奥守山藩が藩庁を移転して常陸松川藩となる。
- 明治4年
  - 7月14日（1871年8月29日） - 廃藩置県により、藩領が水戸県、麻生県、石岡県、松川県の管轄となる。
  - 11月14日（1871年12月25日） - 第1次府県統合により、全域が新治県の管轄となる。
- 1875年（明治8年）5月7日 - 第2次府県統合により茨城県の管轄となる。
- 1878年（明治11年）（78村）
  - 12月2日 - 郡区町村編制法の茨城県での施行により、行政区画としての行方郡が発足。郡役所が麻生村に設置。
  - 帆津倉村・金上村・穴瀬村が合併して三和村となる。
  - 島崎村・赤須村が合併して島須村となる。

### 町村制以降の沿革

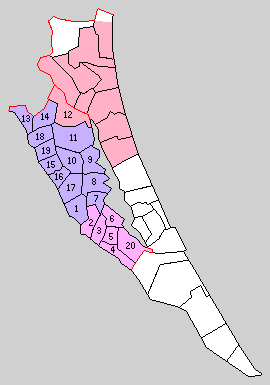
1.麻生町 2.香澄村 3.八代村 4.潮来町 5.津知村 6.大生原村 7.太田村 8.大和村 9.津澄村 10.要村 11.武田村 12.秋津村 13.立花村 14.現原村 15.玉川村 16.行方村 17.小高村 18.玉造町 19.手賀村 20.延方村（紫：行方市 桃：潮来市 赤：鉾田市）

- 1889年（明治22年）4月1日 - 町村制の施行により、下記の町村が発足[6]。特記以外は現・行方市。（3町17村）
  - 麻生町 ← 麻生村、粗毛村、富田村
  - 香澄村 ← 牛堀村、永山村、清水村、茂木村、堀之内村（現・潮来市）
  - 八代村 ← 上戸村、島須村（現・潮来市）
  - 潮来町 ← 潮来村、大洲村（現・潮来市）
  - 津知村 ← 辻村、築地村（現・潮来市）
  - 大生原村 ← 大生村、水原村、釜谷村、大賀村（現・潮来市）
  - 太田村 ← 矢幡村、根小屋村、石神村
  - 大和村 ← 蔵川村、白浜村、杉平村、籠田村、宇崎村、青沼村、小牧村、岡村、天掛村、四鹿村、板嶺村、新宮村
  - 津澄村 ← 繁昌村、吉川村、山田村、中根村
  - 要村 ← 小幡村、南高岡村、北高岡村、行戸村
  - 武田村 ← 両宿村、内宿村、小貫村、次木村、長野江村、成田村、三和村
  - 秋津村 ← 野友村、半原村、高田村、串挽村、借宿村、青柳村（現・鉾田市）
  - 立花村 ← 八木蒔村、浜村、羽生村、沖須村
  - 現原村 ← 捻木村、芹沢村、若海村、谷島村
  - 玉川村 ← 井上村、出沼村、藤井村、荒宿村
  - 行方村 ← 行方村、船子村、五町田村、於下村
  - 小高村 ← 小高村、橋門村、井貝村、南村、島並村
  - 玉造町（玉造村が単独町制）
  - 手賀村（単独村制）
  - 延方村（単独村制。現・潮来市）
- 1896年（明治29年）7月1日 - 郡制を施行。
- 1923年（大正12年）4月1日 - 郡会が廃止。郡役所は存続。
- 1926年（大正15年）7月1日 - 郡役所が廃止。以降は地域区分名称となる。
- 1955年（昭和30年）
  - 1月1日 - 玉造町・手賀村・立花村・玉川村・現原村が合併し、改めて玉造町が発足。（3町13村）
  - 2月11日 - 潮来町・津知村・延方村・大生原村が合併し、改めて潮来町が発足。（3町10村）
  - 3月15日 - 秋津村が鹿島郡巴村・徳宿村・鉾田町・新宮村と合併し、改めて鹿島郡鉾田町が発足。（3町9村）
  - 3月31日 - 麻生町・太田村・大和村・小高村・行方村が合併し、改めて麻生町が発足。（3町5村）
  - 4月1日（3町2村）
    - 武田村・津澄村・要村が合併して北浦村が発足。
    - 香澄村・八代村が合併して牛堀村が発足。

  - 11月3日 - 牛堀村が町制施行して牛堀町となる。（4町1村）
- 1997年（平成9年）10月1日 - 北浦村が町制施行して北浦町となる。（5町）
- 2001年（平成13年）4月1日 - 潮来町が牛堀町を編入のうえ即日市制施行して潮来市となり、郡より離脱。（3町）
- 2005年（平成17年）9月2日 - 麻生町・北浦町・玉造町が合併して行方市が発足。同日行方郡消滅。

### 変遷表
| 明治22年4月1日 | 明治22年 - 昭和63年                | 明治22年 - 昭和63年                | 平成1年 - 現在      | 平成1年 - 現在                | 現在   |
| -------------- | ---------------------------------- | ---------------------------------- | ------------------- | ----------------------------- | ------ |
| 麻生町         | 昭和30年3月31日 麻生町             | 昭和30年3月31日 麻生町             | 麻生町              | 平成17年9月2日 行方市         | 行方市 |
| 太田村         | 昭和30年3月31日 麻生町             | 昭和30年3月31日 麻生町             | 麻生町              | 平成17年9月2日 行方市         | 行方市 |
| 大和村         | 昭和30年3月31日 麻生町             | 昭和30年3月31日 麻生町             | 麻生町              | 平成17年9月2日 行方市         | 行方市 |
| 小高村         | 昭和30年3月31日 麻生町             | 昭和30年3月31日 麻生町             | 麻生町              | 平成17年9月2日 行方市         | 行方市 |
| 行方村         | 昭和30年3月31日 麻生町             | 昭和30年3月31日 麻生町             | 麻生町              | 平成17年9月2日 行方市         | 行方市 |
| 玉造町         | 昭和30年1月1日 玉造町              | 昭和30年1月1日 玉造町              | 玉造町              | 平成17年9月2日 行方市         | 行方市 |
| 手賀村         | 昭和30年1月1日 玉造町              | 昭和30年1月1日 玉造町              | 玉造町              | 平成17年9月2日 行方市         | 行方市 |
| 立花村         | 昭和30年1月1日 玉造町              | 昭和30年1月1日 玉造町              | 玉造町              | 平成17年9月2日 行方市         | 行方市 |
| 玉川村         | 昭和30年1月1日 玉造町              | 昭和30年1月1日 玉造町              | 玉造町              | 平成17年9月2日 行方市         | 行方市 |
| 現原村         | 昭和30年1月1日 玉造町              | 昭和30年1月1日 玉造町              | 玉造町              | 平成17年9月2日 行方市         | 行方市 |
| 武田村         | 昭和30年4月1日 北浦村              | 昭和30年4月1日 北浦村              | 平成9年10月1日 町制 | 平成17年9月2日 行方市         | 行方市 |
| 津澄村         | 昭和30年4月1日 北浦村              | 昭和30年4月1日 北浦村              | 平成9年10月1日 町制 | 平成17年9月2日 行方市         | 行方市 |
| 要村           | 昭和30年4月1日 北浦村              | 昭和30年4月1日 北浦村              | 平成9年10月1日 町制 | 平成17年9月2日 行方市         | 行方市 |
| 潮来町         | 昭和30年2月11日 潮来町             | 昭和30年2月11日 潮来町             | 潮来町              | 平成13年4月1日 市制           | 潮来市 |
| 津知村         | 昭和30年2月11日 潮来町             | 昭和30年2月11日 潮来町             | 潮来町              | 平成13年4月1日 市制           | 潮来市 |
| 延方村         | 昭和30年2月11日 潮来町             | 昭和30年2月11日 潮来町             | 潮来町              | 平成13年4月1日 市制           | 潮来市 |
| 大生原村       | 昭和30年2月11日 潮来町             | 昭和30年2月11日 潮来町             | 潮来町              | 平成13年4月1日 市制           | 潮来市 |
| 香澄村         | 昭和30年4月1日 牛堀村              | 昭和30年11月3日 町制               | 牛堀町              | 平成13年4月1日 潮来町に編入   | 潮来市 |
| 八代村         | 昭和30年4月1日 牛堀村              | 昭和30年11月3日 町制               | 牛堀町              | 平成13年4月1日 潮来町に編入   | 潮来市 |
| 秋津村         | 昭和30年3月15日 鹿島郡鉾田町の一部 | 昭和30年3月15日 鹿島郡鉾田町の一部 | 鹿島郡 鉾田町       | 平成17年10月11日 鉾田市の一部 | 鉾田市 |

## 行政
歴代郡長
| 代 | 氏名 | 就任年月日                | 退任年月日                | 備考                   |
| -- | ---- | ------------------------- | ------------------------- | ---------------------- |
| 1  |      | 明治11年（1878年）12月2日 |                           |                        |
|    |      |                           | 大正15年（1926年）6月30日 | 郡役所廃止により、廃官 |